# 李牧 (景泰進士)
李牧（1423年—？），字克治，廣東肇慶府四會縣人，民籍。明朝时期政治人物。進士出身。

## 生平
廣東鄉試第八十四名。景泰二年（1451年）辛未科會試第七十一名，殿試登進士第三甲第五十三名。

## 家族
曾祖父李與立。祖父李則誠。父亲李瓊。